# Meistershofen (Neunkirchen-Seelscheid)
Meistershofen ist ein Ortsteil von Oberheister in der Gemeinde Neunkirchen-Seelscheid im Rhein-Sieg-Kreis. 

## Lage
Meistershofen liegt auf dem Seelscheid im Bergischen Land. Der ehemals eigene Ortsteil bildet heute mit Broch den östlichen Dorfrand von Oberheister. 

## Geschichte
1830 hatte Meistershöfe 22 Einwohner. 1845 hatte Meistershoven 25 katholische Einwohner in sechs Häusern. 1888 gab es 16 Bewohner in fünf Häusern.
1910 wohnten hier die Familien Maurer Josef Bergfelder, Ackerin Witwe Peter Josef Fischer, Ackerin Witwe Peter Josef Jacobs und Ackerer Peter Josef Knipp.
Das Dorf gehörte bis 1969 zur Gemeinde Seelscheid.